# Brachypalpus
Brachypalpus es un género de mosca sírfida.

## Especies

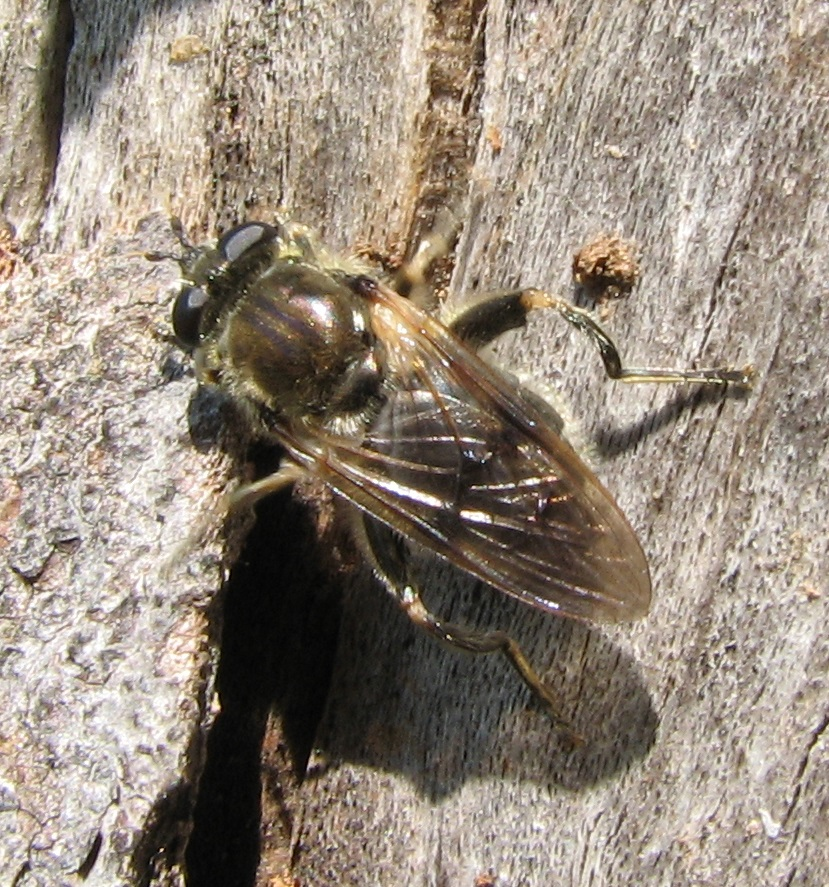
Brachypalpus oarus

- B. alopex Osten Sacken, 1877
- B. amithaon Walker, 1849
- B. chrysites Egger, 1859
- B. cyanella Osten Sacken, 1877
- B. cyanogaster Loew, 1872
- B. femorata Williston, 1882
- B. laphriformis Fallén, 1816
- B. nipponicus Shiraki, 1952
- B. oarus Walker, 1849
- B. valgus Panzer, 1798

Lista incompleta.